# Olonella
Olonella è il nome di vari rami secondari del fiume Olona.

## Descrizione

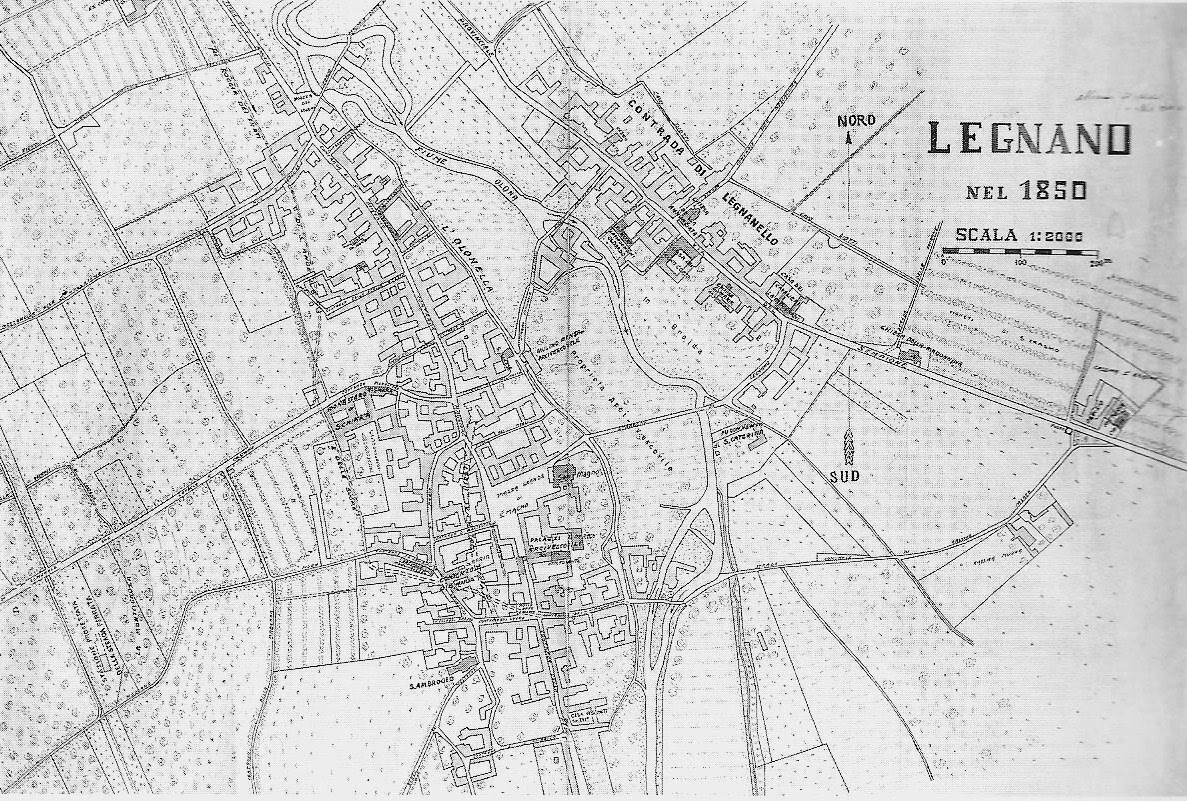
Una mappa di Legnano del 1850: si vedono ancora i due abitati di Legnano e Legnanello (all'epoca ancora distinti) divisi dall'Olona e dall'Olonella

Uno di questi rami si stacca dal letto principale del fiume all'altezza di Gorla Minore ed ha una lunghezza di 1200 metri.
Anche a Legnano esiste un ramo del fiume Olona chiamato Olonella. Si tratta del ramo naturale che si stacca dal corso principale del fiume presso il castello di Legnano e che costeggia il parco castello riconfluendo nell'Olona a monte di San Vittore Olona.

## Storia
A Legnano un tempo esisteva una seconda Olonella. Questo ramo del fiume passava dietro la basilica di San Magno formando un'isola naturale che era chiamata "Braida Arcivescovile" perché di proprietà dell'Arcidiocesi di Milano.
La Braida Arcivescovile, che era libera da costruzioni perché spesso allagata, separava l'abitato principale di Legnano da Legnanello, che all'epoca erano due centri abitati distinti, sebbene appartenenti alla stessa municipalità.
Questa seconda Olonella legnanese è stata interrata all'inizio del XX secolo permettendo ai due centri abitati di saldarsi a formare un unico agglomerato urbano durante l'espansione edilizia del XX secolo.

## Galleria d'immagini

L'Olonella a Legnano in piazza IV Novembre verso largo Tosi angolo via Crispi, prima dell'interramento, all'inizio del XX secolo.
Palazzo Malinverni nel 1919. In primo piano sulla destra, di fronte all'ingresso del palazzo, l'Olonella prima dell'interramento.